# My wish My love
My wish My love – siedemnasty singel japońskiej piosenkarki Yukari Tamury, wydany 27 stycznia 2010. Utwór tytułowy został wykorzystany jako ending filmu anime Magical Girl Lyrical Nanoha The MOVIE 1st, utwór Tiny Rainbow został użyty jako ending ery na PSP Magical Girl Lyrical Nanoha A’s PORTABLE -THE BATTLE OF ACES- i w zakończeniach programu radiowego Tamura Yukari no Itazura Kuro Usagi (jap. 田村ゆかりのいたずら黒うさぎ), a Mangetsu no Sensibility użyto w zakończeniach programu Kissa Kuro Usagi ~Himitsu no Kobeya~ (jap. 喫茶 黒うさぎ〜秘密の小部屋〜). Singel osiągnął 5 pozycję w rankingu Oricon i pozostał na niej przez 6 tygodni, sprzedał się w nakładzie 25 299 egzemplarzy.

## Lista utworów
| Nr | Tytuł                                                                            | Słowa         | Kompozycja        | Aranżacja         | Czas |
| -- | -------------------------------------------------------------------------------- | ------------- | ----------------- | ----------------- | ---- |
| 1. | "My wish My love"                                                                | Karen Shīna   | Masatomo Ōta      | Masatomo Ōta      | 5:24 |
| 2. | "Tiny Rainbow"                                                                   | Karen Shīna   | Masatomo Ōta      | Masatomo Ōta      | 4:09 |
| 3. | "Love Sign" (jap. ラブサイン Rabu Sain)                                          | Mika Watanabe | Kazunori Watanabe | Kazunori Watanabe | 3:28 |
| 4. | "Mangetsu no Sensibility" (jap. 満月のセンシビリティー Mangetsu no Senshibiritī) | Gorō Matsui   | Masatomo Ōta      | Masatomo Ōta      | 4:43 |

## Notowania
| Lista                       | Pozycja |
| --------------------------- | ------- |
| Oricon Weekly Singles Chart | 5       |
| Music Station               | 7       |
| CDTV                        | 6       |
| Billboard Japan Hot 100     | 40      |